# Alexander Zickler
Alexander Zickler (Bad Salzungen, 28 febbraio 1974) è un allenatore di calcio ed ex calciatore tedesco, di ruolo attaccante.

## Carriera

### Club
Cresciuto nella Dinamo Dresda, gioca in prima squadra nella Bundesliga 1992-1993 collezionando 18 presenze e segnando tre reti. Il debutto nella competizione avviene precisamente il 23 ottobre 1992.
Nel luglio 1993 si trasferisce al Bayern Monaco per 1,15 milioni di euro e viene inserito inizialmente nella squadra riserve, il Bayern Monaco II. Nella stagione 1994-1994 viene ceduto per 900.000 euro alla Dinamo Dresda dove gioca 28 partite e realizzando 7 reti. La stagione successiva torna al club bavarese per 800.000 euro venendo e inserito in prima squadra e nell'arco di 6 anni vince numerosi trofei tra cui la UEFA Champions League nel 2001.
Nel giugno 2005 si sposta in Austria per militare nel Salisburgo dove rimane per nove stagioni fino al 2010. Anche qui ottiene grandi successi, vincendo tre titoli nazionali. Nella stagione 2010-2011 milita nel LASK Linz.
Rimasto svincolato nel gennaio 2012 si trasferisce al Taxham dove rimane solo per un mese fino al 1º febbraio senza disputare nessuna partita prima di ritirarsi dal calcio giocato.

### Nazionale
Ha giocato 12 partite e realizzato 2 reti con la maglia della nazionale tedesca, debuttando il 18 novembre 1998. L'ultima apparizione con la nazionale è datata 11 ottobre 2002.

## Statistiche

### Cronologia presenze e reti in nazionale
| Cronologia completa delle presenze e delle reti in nazionale ― Germania | Cronologia completa delle presenze e delle reti in nazionale ― Germania | Cronologia completa delle presenze e delle reti in nazionale ― Germania | Cronologia completa delle presenze e delle reti in nazionale ― Germania | Cronologia completa delle presenze e delle reti in nazionale ― Germania | Cronologia completa delle presenze e delle reti in nazionale ― Germania | Cronologia completa delle presenze e delle reti in nazionale ― Germania | Cronologia completa delle presenze e delle reti in nazionale ― Germania |
| Data                                                                    | Città                                                                   | In casa                                                                 | Risultato                                                               | Ospiti                                                                  | Competizione                                                            | Reti                                                                    | Note                                                                    |
| ----------------------------------------------------------------------- | ----------------------------------------------------------------------- | ----------------------------------------------------------------------- | ----------------------------------------------------------------------- | ----------------------------------------------------------------------- | ----------------------------------------------------------------------- | ----------------------------------------------------------------------- | ----------------------------------------------------------------------- |
| 18-11-1998                                                              | Gelsenkirchen                                                           | Germania                                                                | 1 – 1                                                                   | Paesi Bassi                                                             | Amichevole                                                              | -                                                                       | 73’                                                                     |
| 6-2-1999                                                                | Jacksonville                                                            | Stati Uniti                                                             | 3 – 0                                                                   | Germania                                                                | Amichevole                                                              | -                                                                       | 42’ 46’                                                                 |
| 9-2-1999                                                                | Fort Lauderdale                                                         | Colombia                                                                | 3 – 3                                                                   | Germania                                                                | Amichevole                                                              | -                                                                       | 74’                                                                     |
| 16-8-2000                                                               | Hannover                                                                | Germania                                                                | 4 – 1                                                                   | Spagna                                                                  | Amichevole                                                              | 2                                                                       |                                                                         |
| 2-9-2000                                                                | Amburgo                                                                 | Germania                                                                | 2 – 0                                                                   | Grecia                                                                  | Qual. Mondiali 2002                                                     | -                                                                       | 71’                                                                     |
| 15-11-2000                                                              | Copenaghen                                                              | Danimarca                                                               | 2 – 1                                                                   | Germania                                                                | Amichevole                                                              | -                                                                       | 83’                                                                     |
| 29-5-2001                                                               | Brema                                                                   | Germania                                                                | 2 – 0                                                                   | Slovacchia                                                              | Amichevole                                                              | -                                                                       | 64’                                                                     |
| 6-6-2001                                                                | Tirana                                                                  | Albania                                                                 | 0 – 2                                                                   | Germania                                                                | Qual. Mondiali 2002                                                     | -                                                                       | 45’                                                                     |
| 15-8-2001                                                               | Budapest                                                                | Ungheria                                                                | 2 – 5                                                                   | Germania                                                                | Amichevole                                                              | -                                                                       | 76’                                                                     |
| 10-11-2001                                                              | Kiev                                                                    | Ucraina                                                                 | 1 – 1                                                                   | Germania                                                                | Qual. Mondiali 2002                                                     | -                                                                       | 68’                                                                     |
| 21-8-2002                                                               | Sofia                                                                   | Bulgaria                                                                | 2 – 2                                                                   | Germania                                                                | Amichevole                                                              | -                                                                       | 46’                                                                     |
| 11-10-2002                                                              | Sarajevo                                                                | Bosnia ed Erzegovina                                                    | 1 – 1                                                                   | Germania                                                                | Amichevole                                                              | -                                                                       | 78’                                                                     |
| Totale                                                                  |                                                                         | Presenze                                                                | 12                                                                      |                                                                         | Reti                                                                    | 2                                                                       |                                                                         |

## Palmarès

### Giocatore

#### Club

##### Competizioni nazionali
- Campionato tedesco: 7

Bayern Monaco: 1993-1994, 1996-1997, 1998-1999, 1999-2000, 2000-2001, 2002-2003, 2004-2005
- Coppa di Lega tedesca: 5

Bayern Monaco: 1997, 1998, 1999, 2000, 2004
- Coppa di Germania: 4

Bayern Monaco: 1997-1998, 1999-2000, 2002-2003, 2004-2005
- Campionato austriaco: 3

Red Bull Salisburgo: 2006-2007, 2008-2009, 2009-2010

##### Competizioni internazionali
- Coppa UEFA: 1

Bayern Monaco: 1995-1996
- UEFA Champions League: 1

Bayern Monaco: 2000-2001
- Coppa Intercontinentale: 1

Bayern Monaco: 2001

#### Individuale
- Calciatore austriaco dell'anno: 1

2006
- Capocannoniere della Bundesliga austriaca: 2

2006-2007 (22 gol), 2007-2008 (16 gol)